# Pot vibrant
Un pot vibrant, ou excitateur, ou vibrateur, est un appareil permettant d'exciter une structure en vibration.
Il est utilisé en laboratoire ou en industrie pour réaliser des essais en vibrations. Il peut être utilisé aussi dans le cadre du déverminage.

## Fonctionnement
Une bobine est traversée par un courant électrique et placée dans un champ magnétique. La force résultante (Force de Laplace) va mettre en mouvement le pot vibrant.
Le pot vibrant fonctionne avec un amplificateur électronique de forte puissance nécessaire à l’alimentation de la bobine ; un accéléromètre et un contrôleur qui permettent d’asservir les vibrations. Généralement, le système est contrôlé par un ordinateur.
On peut utiliser différents modes de vibrations : sinusoïdal ou aléatoire (dit encore "Bruit blanc" ou "Bruit rose" en fonction de la répartition de la densité spectrale de puissance du signal d'excitation).

## Installation d'un pot vibrant
La mise en place d’un système d’essai en vibrations nécessite de prendre certaines précautions. Par exemple, il faut prendre en compte la réaction du vibrateur sur le bâtiment dans lequel il est placé. On doit donc le placer sur une masse isolée mécaniquement du reste du bâtiment, ou bien utiliser un système de suspension.

## Galerie

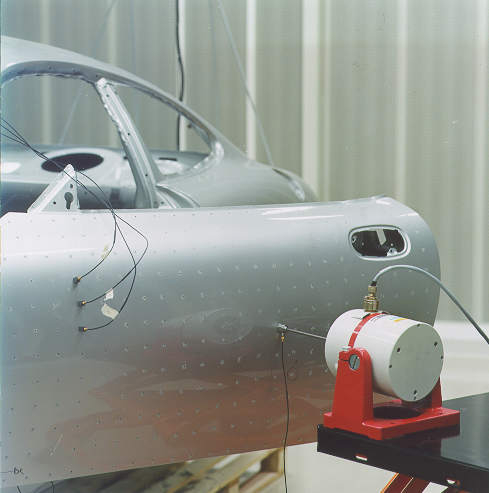
Utilisation d'un pot vibrant pour l'analyse modale d'une portière.
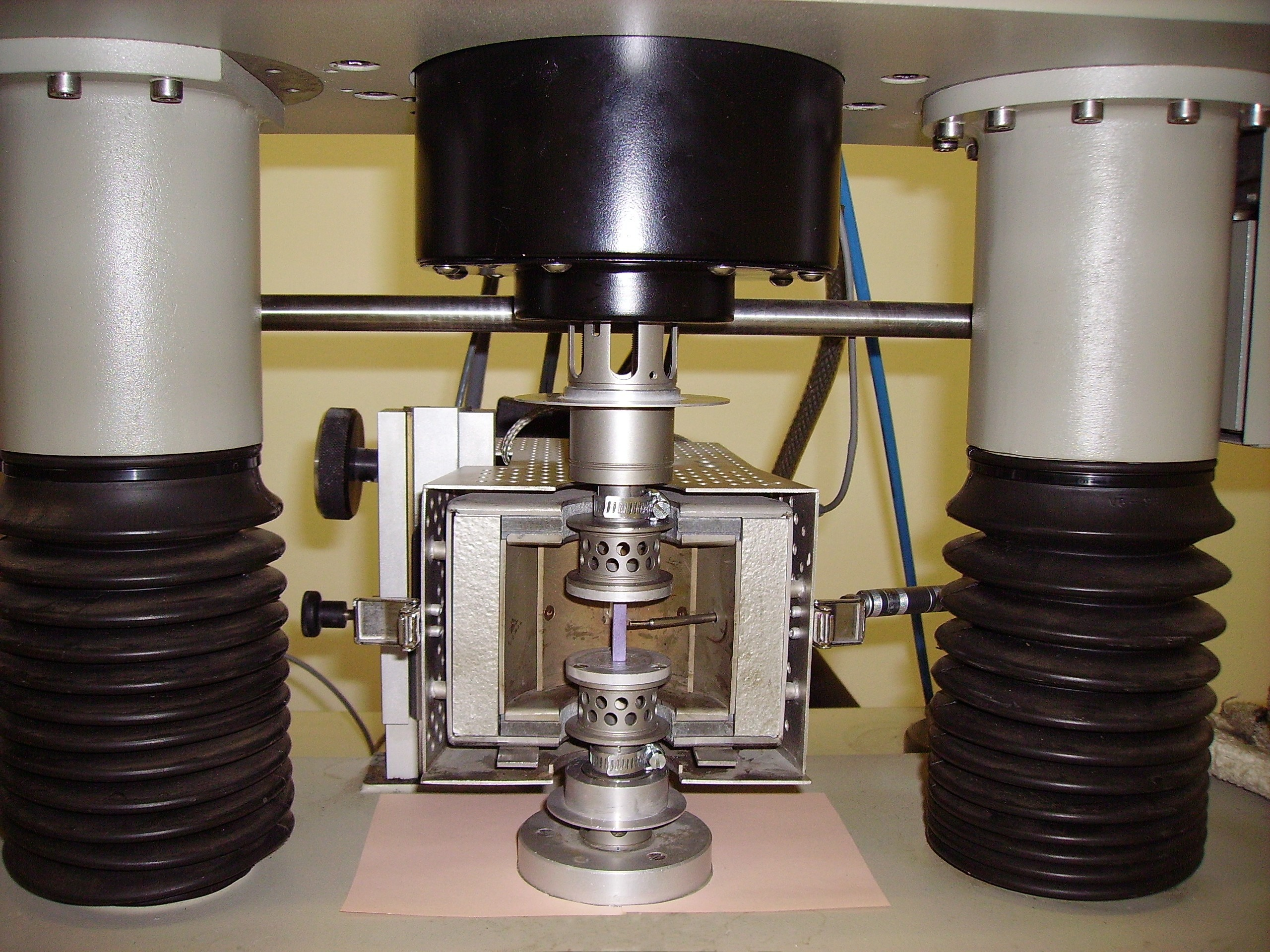
Utilisation d'un pot vibrant (en régime sinusoïdal) en DMA.